# 코르모랑슈쉬르손
코르모랑슈쉬르손 (Cormoranche-sur-Saône)는 프랑스 오베르뉴론알프 앵주의 코뮌이다. 마을 주민은 '코르모랑슈아 / 코르모랑슈아즈' (Cormoranchois / Cormoranchoises)이라고 부른다.

## 지리
동브 지역 인근 브레스 자연 지역에 속한 마을로, 손강이 흘러 형성된 앵주와 손에루아르주의 경계 인근에 위치해 있다. 부르캉브레스 아롱디스망, 보나 캉통에 속해 있으며, 베일 코공동체의 일원이다. 
마콩에서 남동쪽으로 9km, 부르캉브레스에서 서쪽으로 37km, 리옹에서 북쪽으로 65km, 파리에서 남쪽으로 408km 떨어진 위치에 자리한다.
여러 촌락으로 인구가 분산되어 있으나 각각의 거리는 매우 가깝다. 손강변에 위치한 마을 중에서 아르시아 (Arciat) 마을만이 동떨어져 있다. 이밖에도 르뤼상 (Le Luisant), 코르네 (Cornet), 샤플랑 (Chapelan), 라로제레 (la Roseraie), 누에야 (Noaillat), 레제예(les Jaillets) 마을이 코뮌 변방에 위치해 있다.
손강이 흘러 만들어진 하중도인 당프룅섬 (Île Damprun)에서는 그리에주 코뮌과 경계를 나눈다. 손강 외에도 아바농천 (Avanon)이 가르네랑 코뮌과의 경계를 이루며, 그 북쪽으로 흐르는 크뢰장송천 (Creusençon)이 있다. 두 하천 모두 손강으로 흘러든다.
강 외에도 코르모랑슈 호수 (lac de Cormoranche)가 있는데 남북이 제방으로 분리된다. 남쪽은 해수욕객을 위한 시설, 북쪽은 낚시와 보트 등의 레저시설이 갖춰져 있다.

## 교통

### 도로

코르모랑슈의 도로망

주급도로가 여러 개 지난다. 동쪽에 걸쳐 있는 D933는 북쪽으로 레 (Laiz), 퐁드벨, 남쪽으로 투아세, 가르네랑으로 향한다. 코뮌을 가로지르는 D51은 마을의 주요 도로망으로 북쪽으로 마콩, 생로랑쉬르손으로 향할 수 있으며 남쪽으로는 레제예 (Les Jaillets)라는 동네에서 D933과 로터리로 만난다.
D51a은 코르모랑슈에서 손에루아르주로 건너가는 도로이며 아르시아교로 손강을 건너간다. D51b는 북쪽을 지나가며 그리에주, 퐁드벨로 향한다. D96은 교회 근처 동네에서 시작되며 남서쪽으로 크뤼지유레메피야로 향한다.
고속도로는 코뮌을 가로지르는 것은 없으며 근처에 A40 고속도로를 비롯한 3개 도로가 지난다.

### 철도

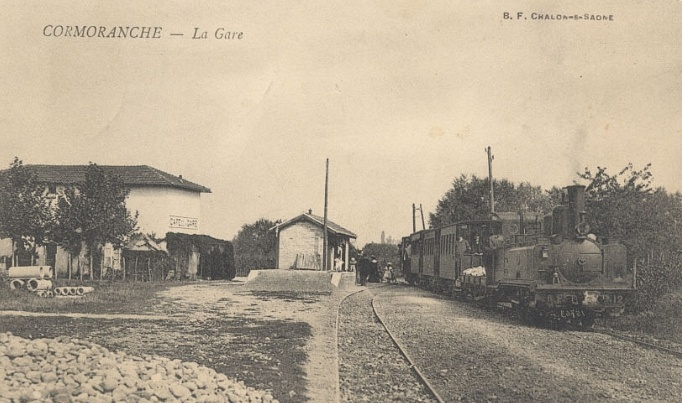
코르모랑슈 철도역

20세기 초에는 앵주의 철도 노선이 이곳을 지나가기도 했다. 트레부에서 생트리비에르드쿠르트까지 81km 길이의 노선이 이어졌으며 코르모랑슈에도 역이 있었으나 1940년에 폐선되고 버스 노선으로 대체되었다.
오늘날 코르모랑슈를 지나는 철도는 파리-리옹-마르세유 고속선으로 북서쪽을 가로질러 그리에주 경계로 넘어간 뒤 남쪽에서 다시 코뮌을 지난다. 가장 가까운 철도역은 마콩로셰 TGV 역이며 파리-마르세유, 파리-제네바 TGV 열차가 운행된다. TER 노선으로는 마콩-앙베리외 선이 지나는 TER 론알프역이 인근에 위치해 있다.

### 그 외

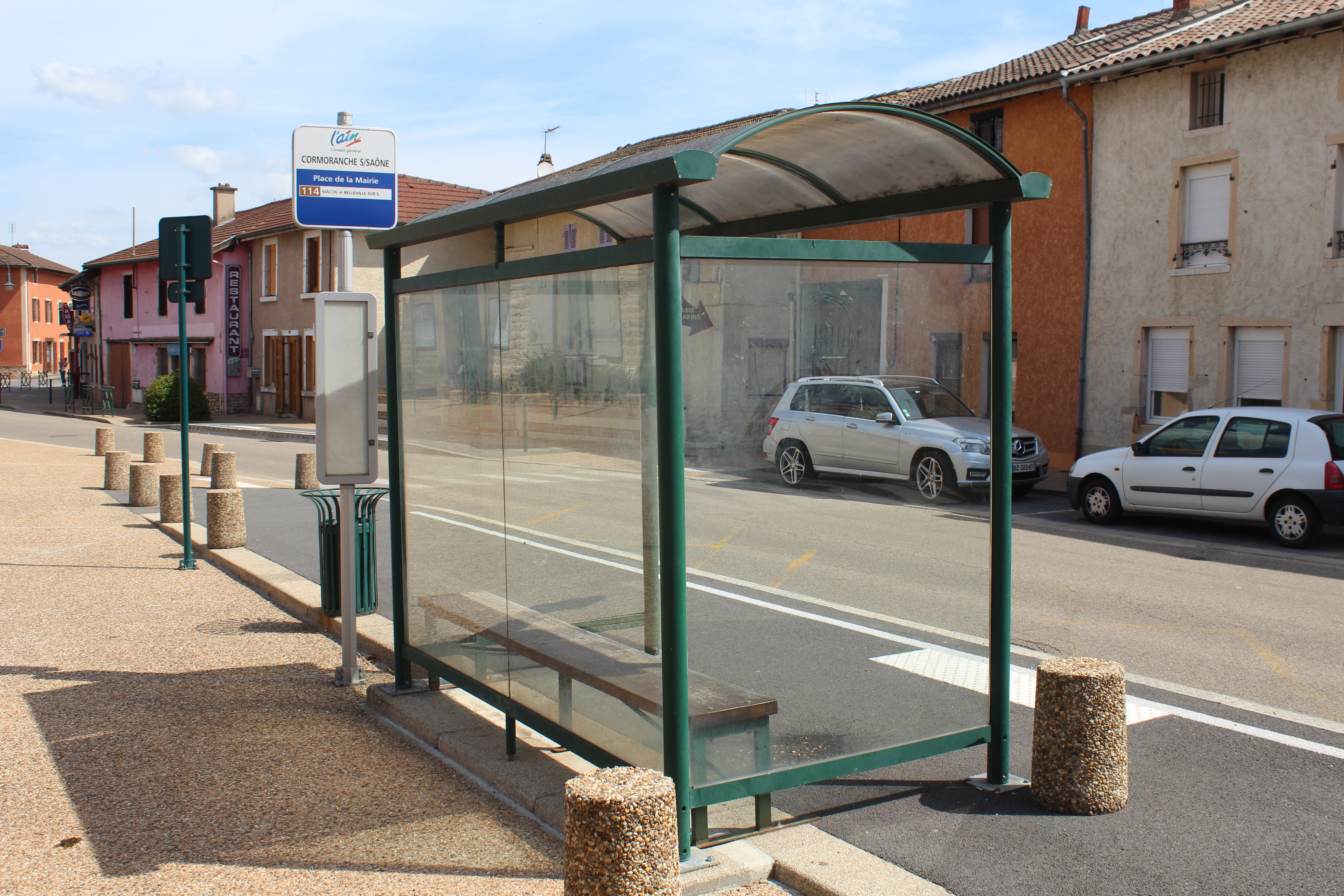
시청 광장의 버스 정류장

앵주의 서쪽 경계를 이루는 손강은 베르됭쉬르르두브에서 리옹까지 수운 노선이 개설되어 있다. 항공의 경우 마콩 남서쪽 샤르네에 손에루아르 상공회의소에서 운영하는 작은 공항이 있으나, 국제선을 이용하려면 주민들은 95km 떨어진 리옹 생텍쥐페리 공항으로 향해야 한다.
앵주의 버스운영체계 car.ain.fr의 노선이 이곳에도 운영된다. 코뮌 내에는 2개의 정류장이 있으며 114번 노선 (상벨빌-마콩)이 운행된다. 

## 역사

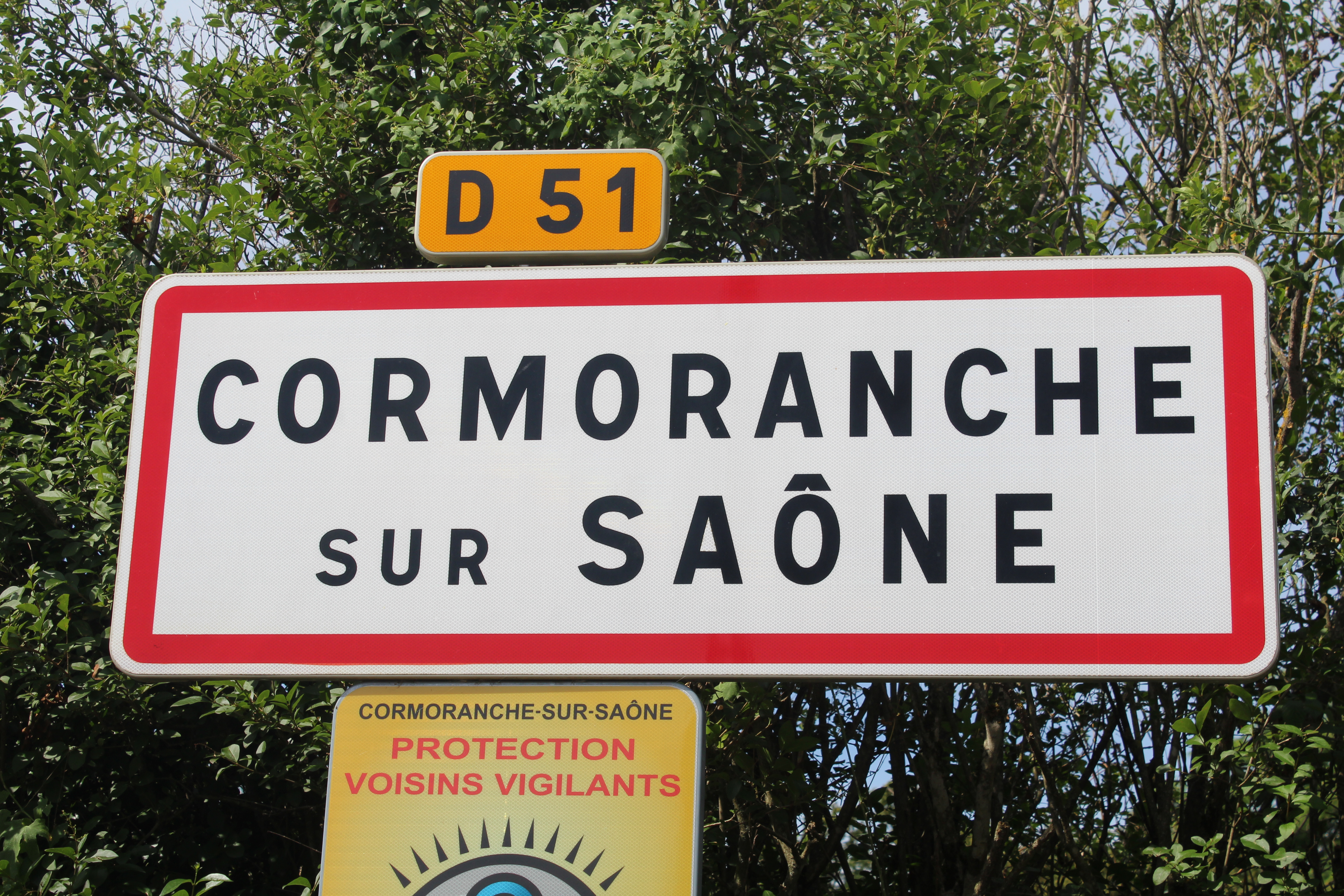
마을 입구 표지판

코르모랑슈라는 이름은 라틴어 'Curtis Molingas'에서 유래하였다. 'Curti'는 라틴어 'Cohortis'에서 유래한 말로 중세시대에는 영주가 지배하던 농장을 뜻한다. 
10세기 말 생뱅상 드 마콩의 문헌에서 '코르몰링기아' (Cormolingias)라는 이름으로 처음 등장한다.1173년에는 '코르마랑' (Cormarenc), 1279년에는 '코르마랑시' (Cormarenchi)란 이름으로 표기되었다. 16세기 중반 프랑스의 지리학자 사뮈엘 기슈농은 '코르마랑슈' (Cormarenche)라 표기하고 있다. 오늘날의 '코르모랑슈'가 된 것은 17세기 말의 일이다.
1601년 프랑스-사보이아 전쟁이 리옹 조약 체결로 끝나면서 브레스, 뷔제, 발로메, 페드젝스 지역이 프랑스에 흡수되면서 이 마을도 함께 프랑스령이 되었다. 1790년부터 1795년까지는 샤티용레동브구에 속했으며, 1796년에는 베 (Bey) 마을과 합병되어 '코르모랑슈베' (Cormoranche-Bey)라는 이름이 되었으나, 1817년에 원래대로 되돌아갔다. 1908년에는 손강 변에 위치해 있는 마을이라는 뜻의 '-en-Saône'가 이름 끝에 붙어 지금의 '코르모랑슈쉬르손' (Cormoranche-sur-Saône)이 되었다. 이는 같은 앵주에 속해 있는 코르마랑슈앙뷔제와의 혼동을 피하기 위해서였다.

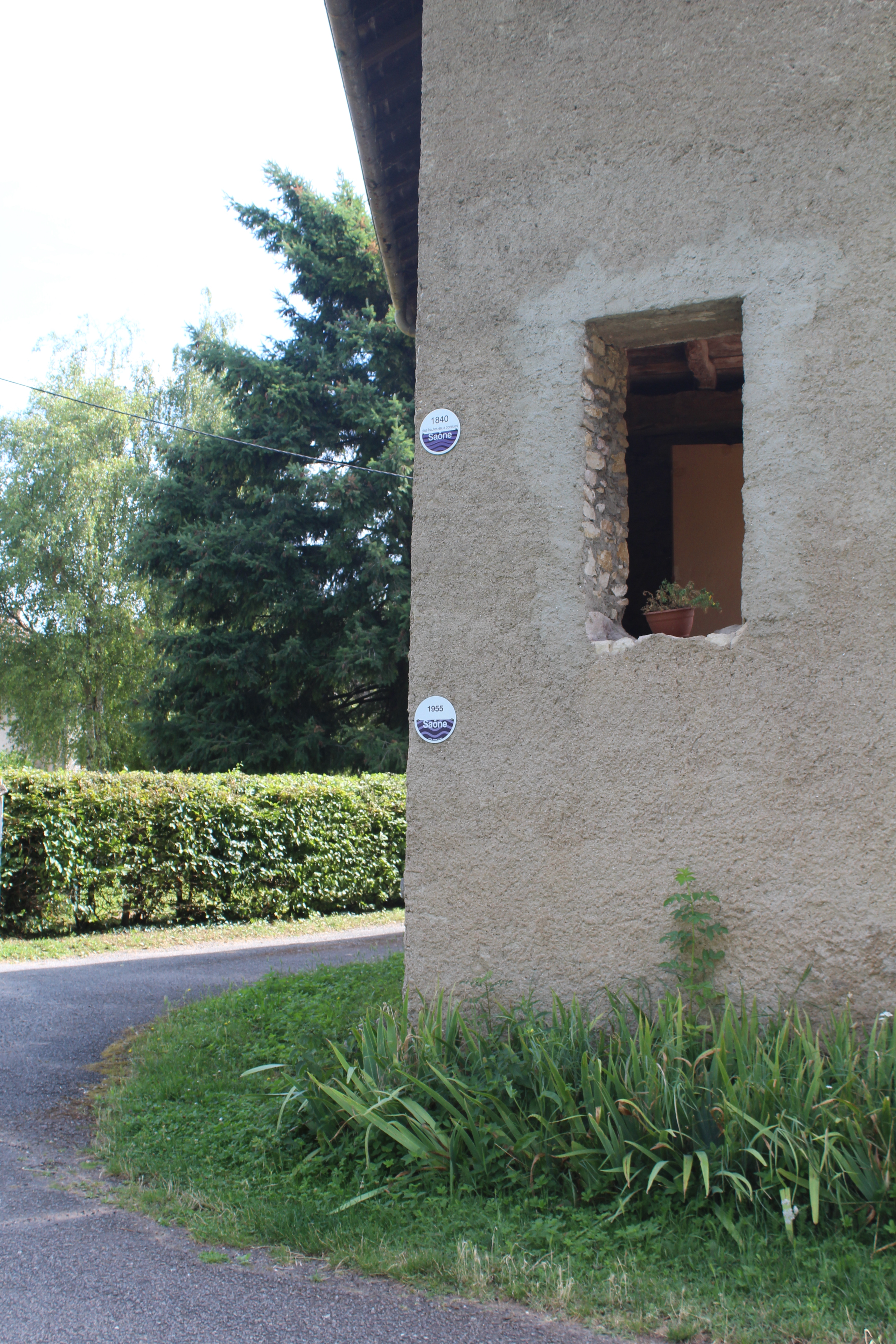
아르시아 마을의 홍수 당시 강 수위의 표시. 위쪽이 1840년 홍수, 아래쪽이 1955년 홍수 당시의 수위이다.

손강이 범람하여 이 일대 초원에 홍수가 정기적으로 발생하기도 하는데 역사적으로 큰 홍수가 두 차례 있었다. 1840년에 발생한 홍수는 아르시아 (Arciat) 마을에서는 강의 수위가 2.5m에 근접하기도 했으며, 1955년 홍수 때에는 2m에 조금 못 미치는 수준으로 크게 났었다.

## 명소

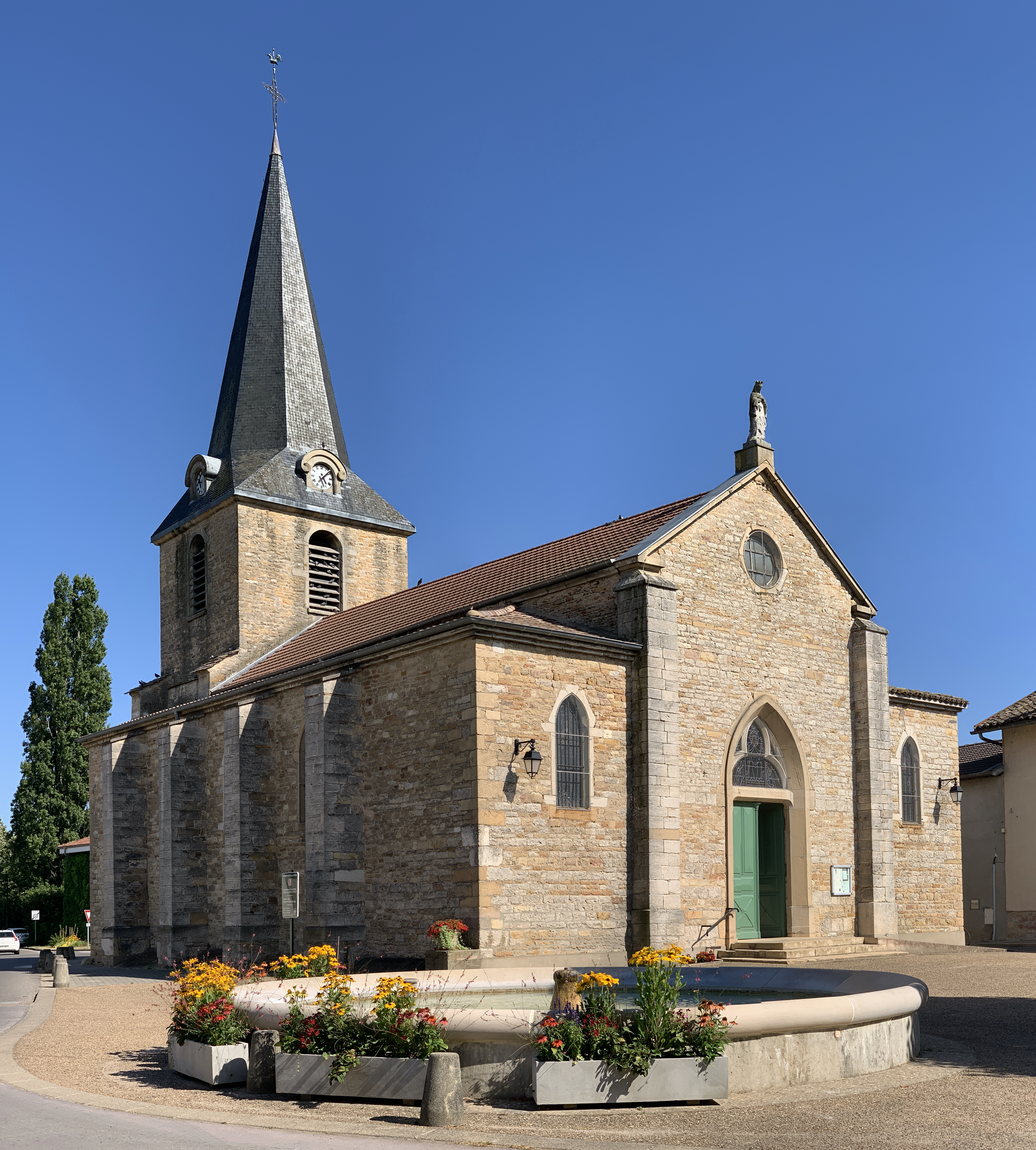
11세기 로마네스크 양식의 생디디에 교회
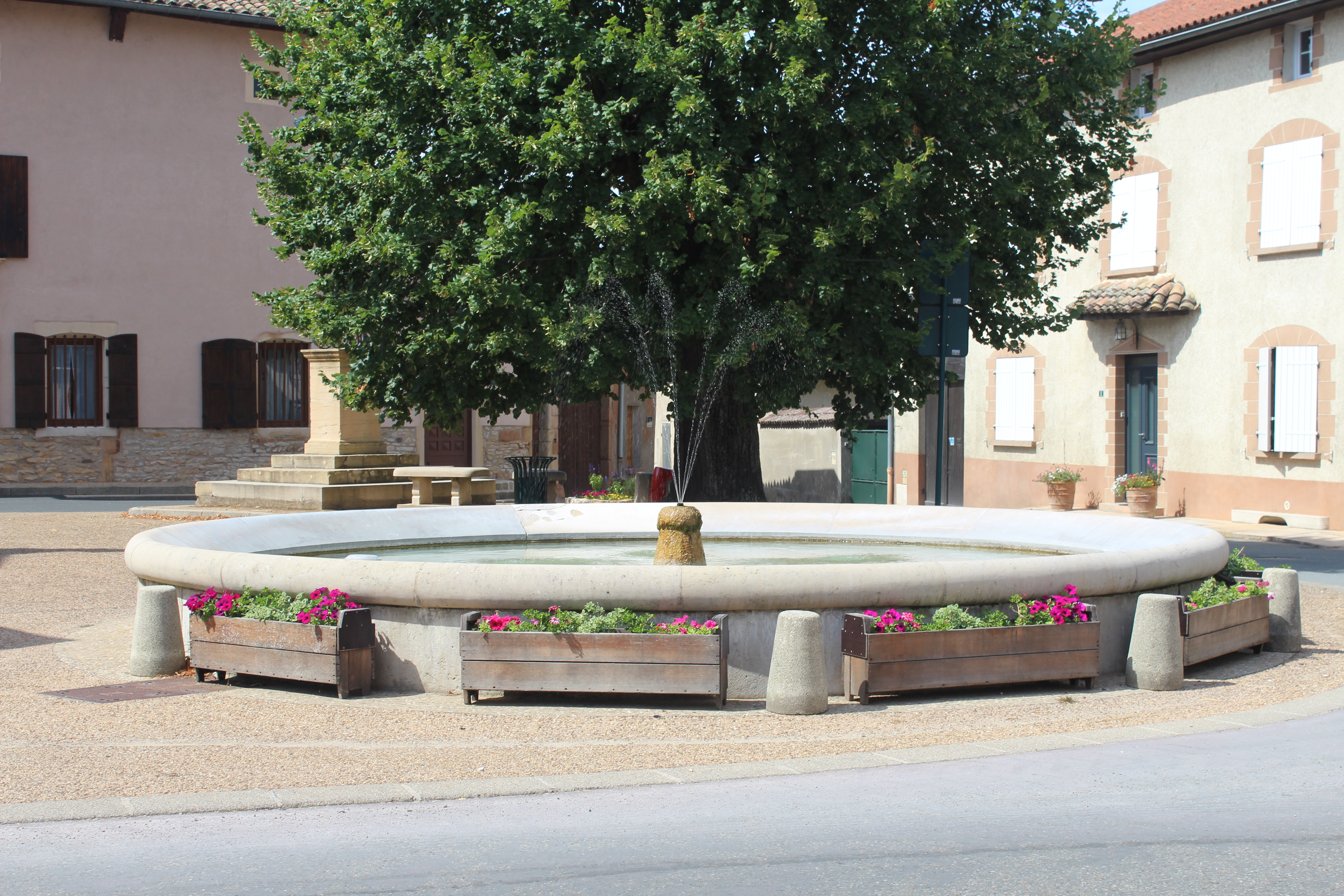
교회 근처 분수
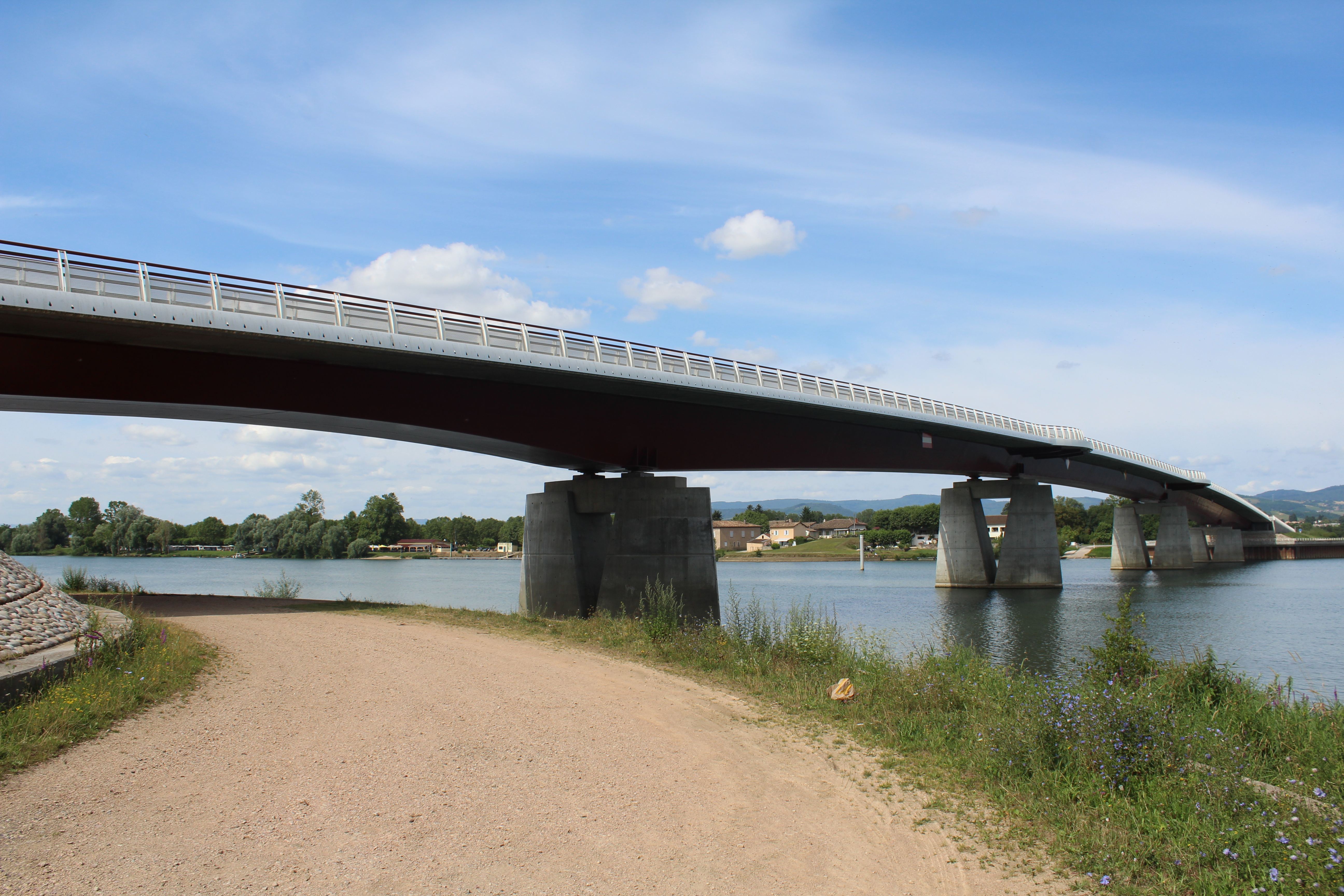
아르시아 다리
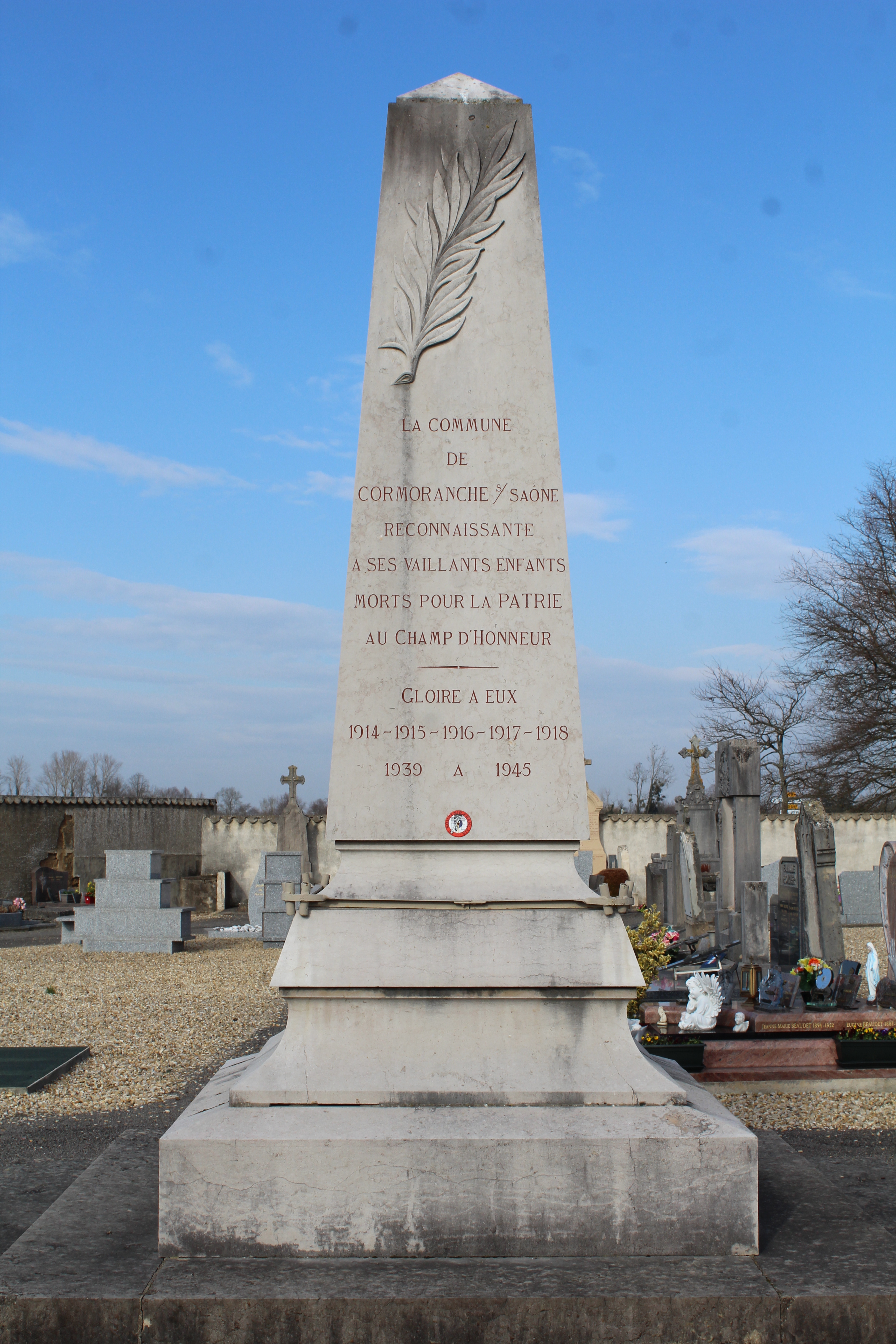
전쟁 추모비
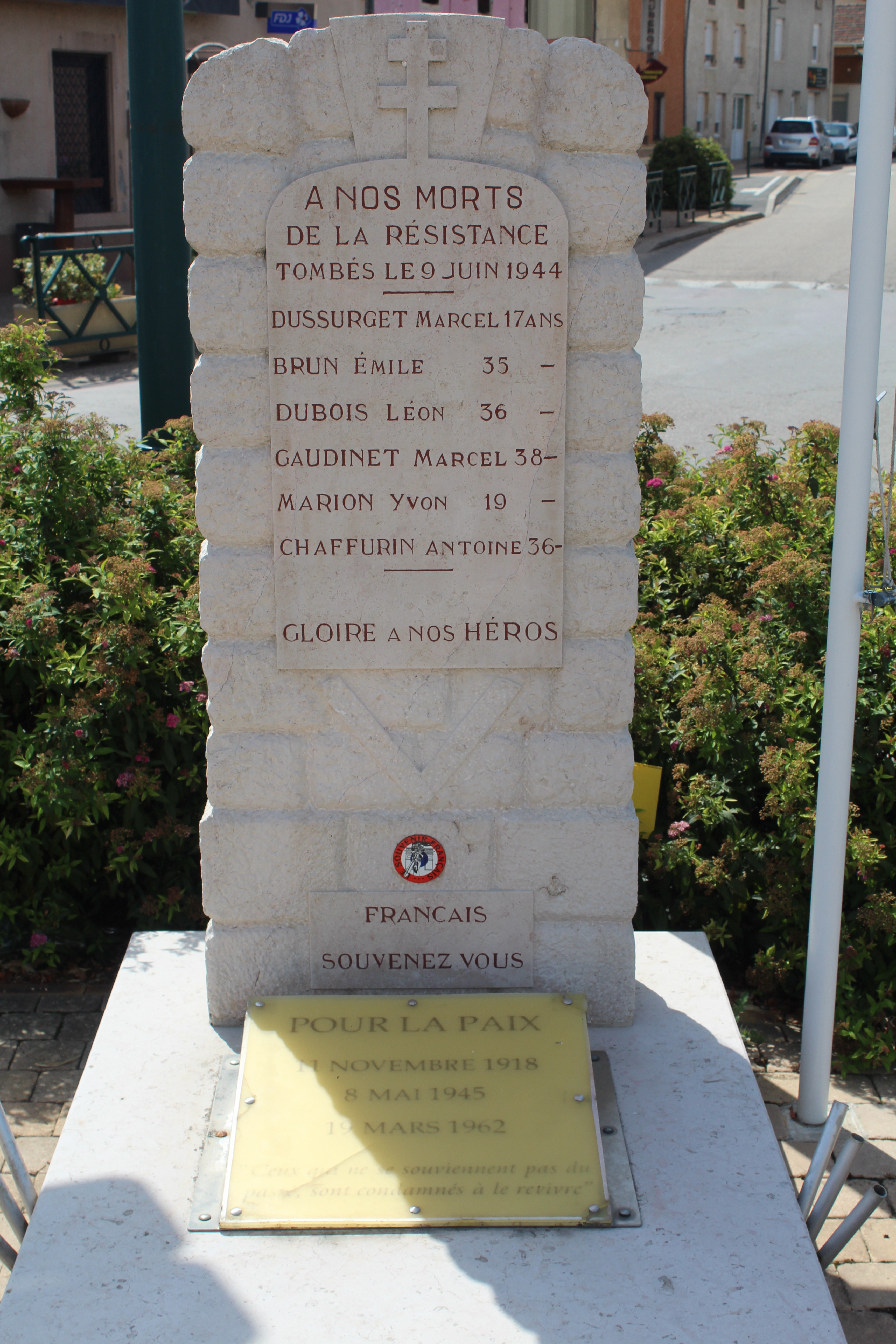
레지스탕스 기념비
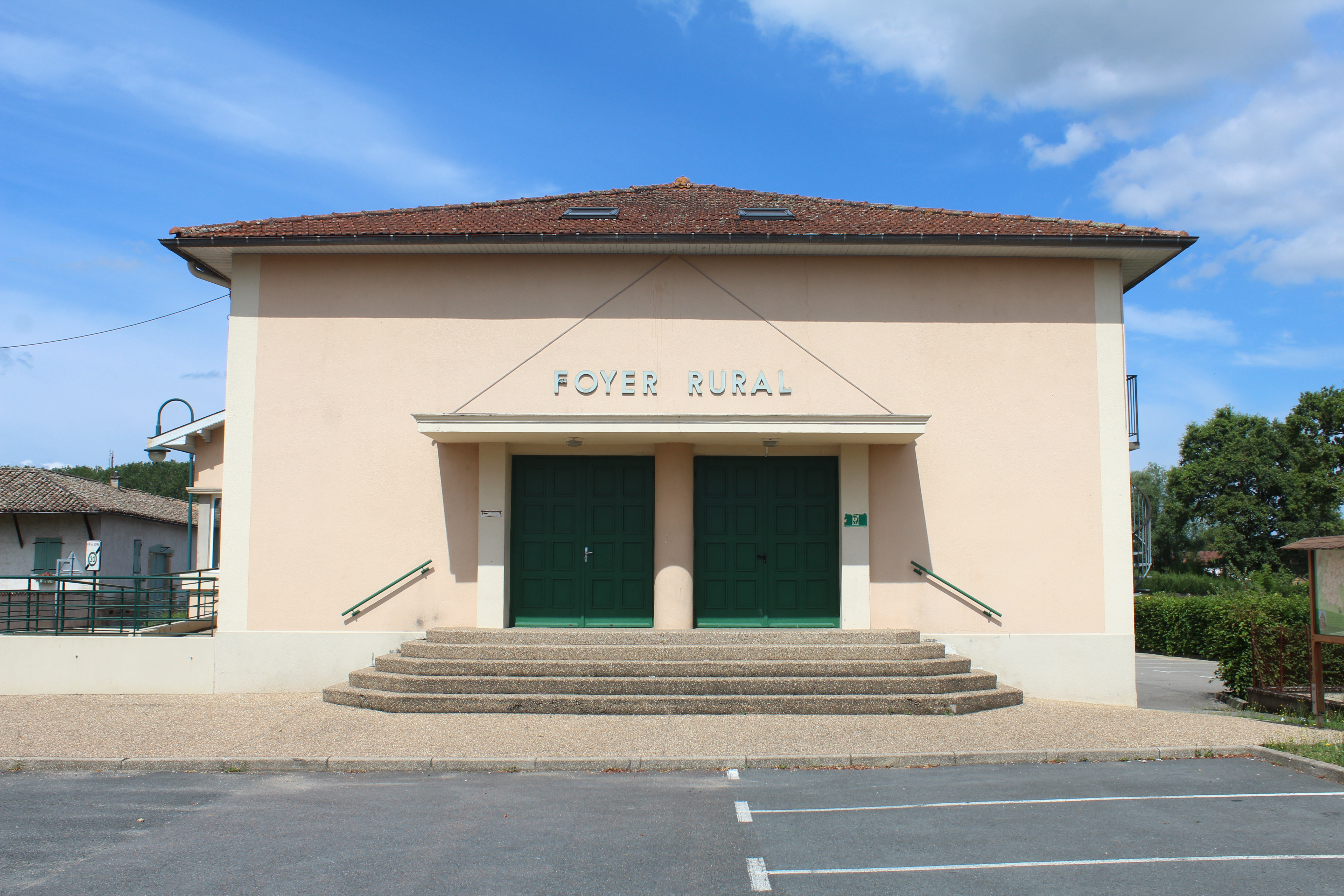
시골집
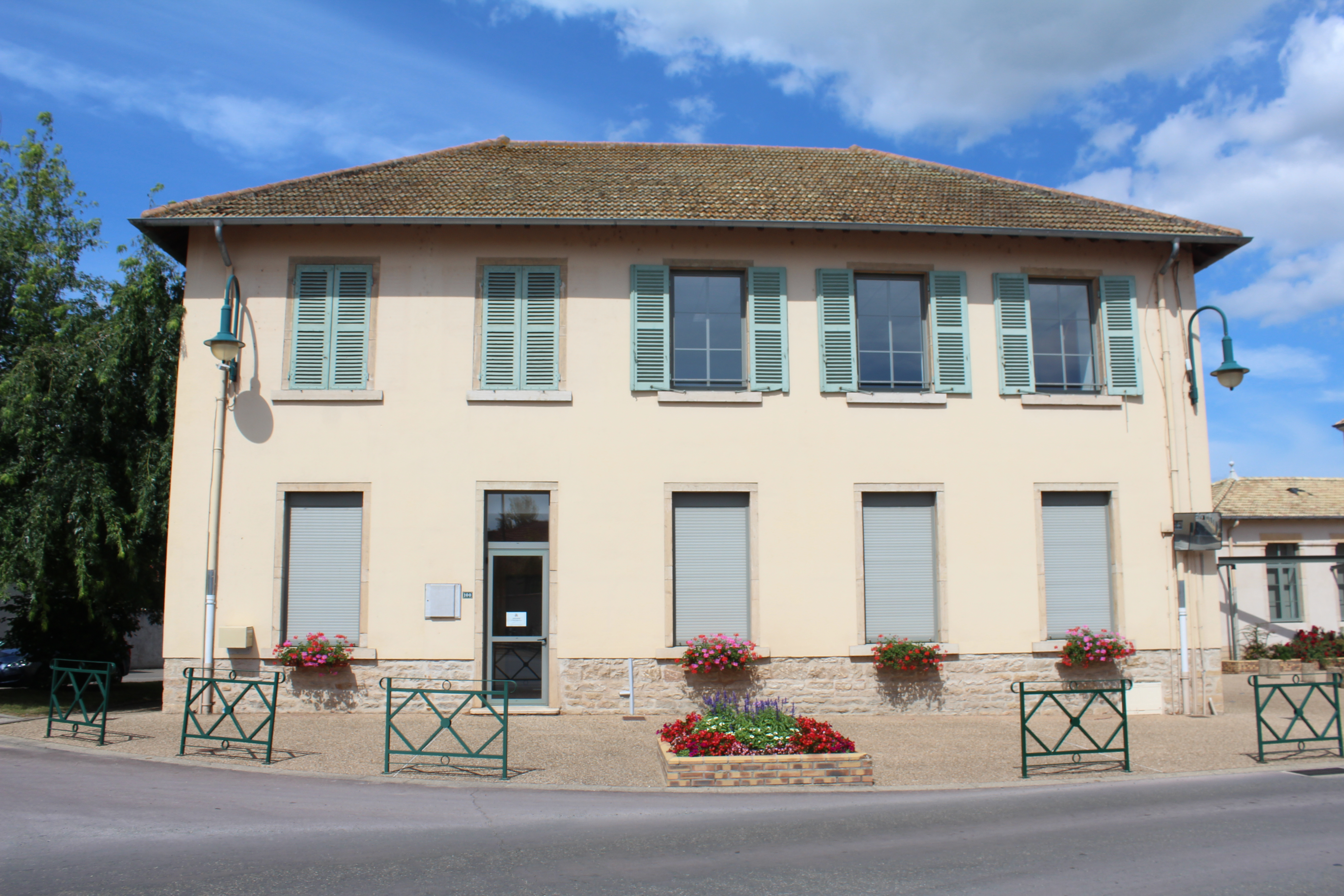
도서관

## 자매 도시
- 독일 슈트라우벤하르트 (Straubenhardt, 2000)

## 같이 보기
- 앵주의 코뮌 목록